# إليا مالينين
إليا مالينين (مواليد 2 ديسمبر 2004) هو متزلج فني على الجليد أمريكي، فازت بالمركز الأول في بطولة العالم للتزلج على الجليد للناشئين 2022.